# Brink's
Cet article possède un paronyme, voir Brink (homonymie).
The Brink's Company (NYSE : XNYS:BCO) est une firme de sécurité et de protection américaine dont le siège est situé à Richmond, en Virginie. Elle se compose de deux ensembles de base, Brink’s, Incorporated, et Brink’s Home Security. Son cœur d'activité est le cash management qui comprend la gestion financière et maintenance technique des automates bancaires, le traitement des espèces, le transport de fonds en véhicule blindé ou léger. Brink's assure aussi la sécurité aéroportuaire, la télésurveillance et la gestion logistique de valeurs, produits et documents sensibles sur de longues distances partout dans le monde.
Fondée en 1859 par Perry Brink, Brink's City Express était au départ un service de transport de marchandises. En 1891, elle commence son activité de transport de fonds, avant d'en faire sa spécialité en 1913. En 1961, le groupe s'implante en France à la demande du gouvernement français. En 2011, la firme comptait environ 134 000 employés dans le monde, dont 5 000 en France.

## Histoire

### Brink's City Express(1859-1900)

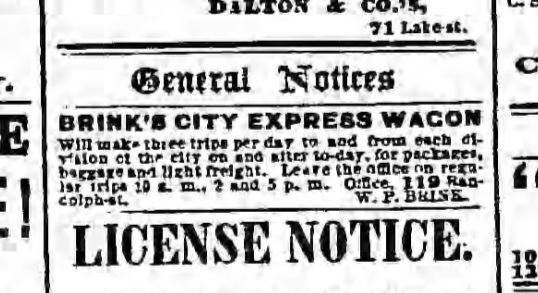
Publicité de la Brink's City Express dans le Chicago Tribune du 11 mai 1868

Dans les années 1850, pendant la ruée vers l'or, un nombre important de bandits organisait des braquages des wagons cargo qui passait les différentes frontières des États fédérés, au sein de l'ensemble fédéral des Etats-Unis.
Les entreprises de transports sécurisés fleurissaient dans le Midwest et cela va inspirer Perry Brink, qui vit la faillite de sa ferme en 1855. Il choisit de déménager à Chicago en 1859, pour créer sa modeste entreprise personnelle, la Brink's City Express, en achetant un chariot pour effectuer des transports de biens, de bagages et de marchandises , au sein de la ville de Chicago.
En 1868, des publicités pour Brink's apparaissent dans le Chicago Tribune, le journal le plus important de la ville. Brink's se targuait de faire 3 livraisons par jour entre 10 h et 17 h, pour 25 cents l'objet, 40 cents les 2, 50 cents les 3.
En 1871, Perry Brink commence à agrandir sa flotte et crée des partenariats afin de desservir plusieurs gares du Midwest et le Fort Wayne. Le 8 octobre 1871, le grand incendie de Chicago a lieu et changera à jamais le visage de la ville. L'économie n'est pas affectée grâce à la reconstruction qui s'ensuit et Brink's va grandir en même temps que le nouveau Chicago.
En 1872, Brink's passe de 16 à 20 chariots. L'entreprise signe son premier gros partenariat avec American Express qui était, à cette époque, une entreprise de transport de fonds. C'est le début d'une nouvelle ère, grâce à des relations de longue durée avec des entreprises de transport au sein des États-Unis, telle United States Express.
Le 4 juillet 1874, Perry Brink meurt subitement d'une encéphalite à l'âge de 43 ans et lègue 2 654 $ à sa femme et ses 2 enfants. Son fils Arthur Perry Brink reprend l'entreprise à l'âge de 19 ans seulement. Brink's City Express était devenu en 15 ans seulement l'une des entreprises les plus importantes de Chicago.
Le 28 février 1879, l'entreprise change officiellement de nom pour devenir Brink's Chicago City Express puis recherche de nouveaux investisseurs et le 21 mars 1879, les 80 actions de l'entreprise sont vendues à 100 $ l'unité pour une valeur totale de 8 000 $ .Elles sont réparties équitablement entre Arthur Brink, Julius Luther, Byron Schermerhorn et J. H. Bradley. Byron Schermerhorn, ancien officier de l'Union Army pendant la Guerre de Sécession, travaillait comme agent de la United States Express Company. Il devient le premier président de Brink's, alors qu'Arthur Brink deviendra vice-président.
La présidence de Byron Schermerhorn durera entre 1879 et 1886 mais il n'a jamais vraiment été impliqué dans les opérations quotidiennes de l'entreprise. En 1886, J. H. Bradley, l'un des quatre premiers investisseurs, et travaillant comme agent pour l'American Express, devient le deuxième président de Brink's.
Entre 1882 et 1892, des syndicats se créent au sein de cette société et les travailleurs mènent des grèves plus ou moins importantes. En mars 1892, le prix du transport va doubler et passer de 25 cents à 50 cents pour pouvoir augmenter les salaires des employés.
En 1891, Brink's investit dans une écurie dernier cri d'une valeur de 30 000 $ et élargit alors ses services : en plus de transporter des biens, l'entreprise allait commencer son activité de transport de fonds. L'entreprise crée des partenariats avec la majorité des banques et des entreprises de la ville.
En 1893, alors que la grande panique de 1893 paralyse tous les États-Unis, Brink's réussit à survivre grâce à la diversité de ses services.

### Contre-banditisme et progrès automobile (1900-1919)
De 1859 à 1900, la société Brink's est passée d'un auto-entrepreneur possédant un cheval avec un chariot, à 170 chevaux et 85 chariots. Chicago, pour sa part, a vu sa population exploser en moins de 20 ans, de 500 000 habitants en 1880 à 1 698 575 en 1900 : cette augmentation de population galopante non contrôlée a créé des noyaux de criminalité dans toute la ville, avec la formation de groupes de gangster organisés.
En 1904, l'entreprise achète son premier véhicule motorisé, une Knox Automobile (en) Gasoline Wagon Express. Ce véhicule n'est pas apprécié des conducteurs des anciens " wagons" et de leurs chevaux, de par la fumée qu'elle dégage et de la peur qu'elle inspire. Mais petit à petit, sur une période 10 ans, la flotte de chevaux est petit à petit remplacée par les véhicules automobiles. Les chevaux de la Brink's ont eu leur dernier moment de gloire lors de la compétition annuelle de Chicago des Work Horse Parade.
En 1910, la violence dans Chicago empire et les cambriolages causent 36 % des homicides dans la ville, avec une augmentation de 744 % de crimes commis entre 1875 et 1920. Une page se tourne dans Brink's : Arthur Brink décide de fuir cet environnement et va couper les ponts avec l'entreprise de son père, pour déménager avec sa famille en Californie et y créer une nouvelle entreprise Brink's Express Company sans lien avec la première : mais cette aventure s’avérera être un échec. Arthur Brink décédera en 1916 à l'âge de 61 ans.
Le 1er janvier 1913, le gouvernement fédéral autorise les entreprises de transport à augmenter la taille de leur colis. Cette nouvelle loi est un coup dur pour les entreprises de livraison qui sont payées au nombre de colis livrés mais la division " transport de fonds " protège Brink's de ce changement de législation. Le 19 mars 1917, Brink's sépare ses opérations de livraison de marchandises de celles de transport de fonds, beaucoup plus rentables. L'entreprise décide ensuite de se spécialiser dans les transports de fonds et de ne faire des livraisons de biens qu'occasionnellement.
Le 28 août 1917, Brink's va vivre son premier cambriolage mortel. 3 convoyeurs transportaient de l'argent d'une banque du centre-ville à la Winslow Brothers Company, située au croisement de Harrison Street et de la 46e West Side Avenue. Barton C. Allen, fils de Frank Allen, futur président de Brink's, était l'un des convoyeurs. Dès qu'il sortit du transport de fonds, il se fit tuer instantanément par un coup de fusil à pompe tiré par Edward "Ammunition" Wheed. Son collègue, Louis C. Osenberg, se fera tuer dans la foulée. Le 3ème convoyeur, Kit Lewis, ayant jeté immédiatement les sacs d'argent en levant les mains en l'air, a été épargné. Wheed sera arrêté quelques jours plus tard avant d'être pendu en février 1918.
Dès lors, un virage sécuritaire s'opère dans la Brink's, avec des primes de 500 $ accordées pour chaque bandit tué. La Brink's va s'inspirer des premiers fourgon blindé créé en 1910 : tous les véhicules vont être renforcés par l'ajout de plaques métalliques sur toutes les portes des camions et voitures de la flotte, tout en rajoutant des coffres-fort sous les sièges des convoyeurs.
Juste avant la nomination de Frank Allen en tant que président, son fils, John D. Allen, a été nommé au comité de direction et avait des ambitions d'expansion pour la Brink's. En moins de 2 mois, John créa et mis en place une branche de la Brink's à Cleveland, sans que son père ne le sache parce qu'il était en vacances en Angleterre, et sans que le président exécutif J. H. Bradley ne le sache non plus, qui était opposé à une expansion en général de l'entreprise. J. H. Bradley était beaucoup plus occupé par ses fonctions de Vice-Président d'American Express, qui venait tout juste d'abandonner son rôle de transporteur sur tout le territoire des Etats-Unis, après l'entrée du pays, dans la première guerre mondiale.

### Expansion dans l'est des États-Unis (1919-1929)
J. H. Bradley, qui était président exécutif depuis 1886, était vraiment contrarié par la décision de John D. Allen et décida de démissionner le 1er mars 1919 pour s'occuper entièrement d'American Express. Frank Allen devient alors le nouveau président jusqu'à 1944. En 1904, il était l'un des vétérinaires des chevaux de la Brink's  puis il avait investi dans l'entreprise en 1905 avec l'achat de 5 actions. En 1909, il a été nommé au comité de direction et, en 1917, il en est devenu le directeur général. Son fils John D. Allen devient alors le nouveau directeur du secteur bancaire de la Brink's.
Le 16 mai 1919, l'entreprise abandonne les mots Chicago City de son nom pour devenir Brink's Express et le secteur d'activité allait devenir exclusivement le transport de fonds.
En plus d'ouvrir des succursales directes, Frank Allen décide d'ouvrir des succursales en leasing à 60 $/mois. Ainsi, le 1er janvier 1920, l'établissement de Rochester ouvre, puis 2 ans plus tard à Philadelphie, Boston et New York.
En 1924, des succursales ouvrent à Pittsburgh , en Pennsylvanie, à Syracuse, à New York, à Worcester au Massachusetts, à Saint Paul au Minnesota, à Saint Louis et  à Kansas City.
En 1926, la Brink's avait 19 succursales et plus de 7 000 clients ; la société transportait 30 millions de dollars par jour. Les profits arrivant en masse, l'entreprise investit lourdement dans les véhicules blindés cette année. La moitié de la flotte avait moins de 6 mois en 1926.
En mars 1927, des bandits de Détroit, les Flathead Gang, vont profiter d'une vulnérabilité des véhicules blindés de l'époque : tous les planchers des véhicules blindés sont en bois. Sur les routes de terres de la Pennsylvanie, les bandits avaient creusé un trou et placé de la dynamite relié à un fil. Ils ont attendu que le convoi passe pour faire exploser le véhicule. Ils ont réussi à dérober 100 000 $, ce qui changera radicalement l'industrie des véhicules blindés. Après ce braquage, la Brink's va alors changer de stratégie quant à sa flotte. Les véhicules étaient jusqu'alors anonymes, ils allaient maintenant arborer le logo de la Brink's parce que cette marque était devenue synonyme de sécurité dans tout le pays.
À la fin de la décennie, la Brink's était devenue la plus grosse entreprise de transport de fonds des États-Unis.

### Gestion de la crise financière de 1929 (1929-1937)
En 1929, Chicago a été très durement frappé par la grande dépression. Avec des milliers de personnes perdant leur travail dans tout Chicago, et d'autres milliers de personnes arrivant en ville pour chercher du travail, la population entre dans un cercle vicieux où tous les prix augmentent et les salaires chutent. Dans le désespoir, beaucoup de personnes se tournent vers le crime organisé. De nombreux gangsters, dont Al Capone, ont ouvert des soupes populaires pour aider les habitants pauvres ou sans emploi et recrutent des nouveaux membres.
En février 1933, Brink's a joué un rôle important pour restaurer l'ordre dans l'État du Michigan. Alors que les principales banques de cet Etat allaient faire faillite, le gouverneur du Michigan a déclaré 4 jours bancaires fériés. Brink's devait alors déployer sa flotte pour aller chercher de l'argent en provenance de la Federal Reserve Bank, pour remplir les caisses des banques du Michigan. Pendant ces 4 jours, seule la Brink's avait de l'argent dans tout l'État. Le gouverneur décidera de rajouter 4 jours fériés, puis d'autres en ne sachant pas quand rouvrir par peur de voir les banques sans liquidité, par suite des demandes de retrait de liquide des comptes des particuliers . C'est finalement le président Franklin D. Roosevelt, qui décida le 6 mars 1933 la période du Bank Holiday, permettant de détruire les comptes spéculatifs, qui faisaient pression sur les établissements bancaires aux Etats-Unis.
Le 11 mars 1933, pendant le Bank Holiday, le Chicago Tribune fait l'éloge de Brink's qui déplaçait 50 millions de dollars par jour entre la réserve fédérale et toutes les banques du pays.
En 1934, pour les 75 ans de Brink's, l'entreprise change de nom en Brink's Incorporated.
Malgré la grande dépression, Brink's réussit à faire grandir son entreprise : entre 1919 et 1931, Brink's est devenu 10 fois plus important. Entre 1933 et 1935, Brink's a racheté la majorité de ses concurrents : Armored Service, Inc à Cincinnati dans l'Ohio; Nagle National Protective Agency à Baltimore; et enfin Commerce Armored Car Protection Company, Armored Transport, Inc. et Chicago Armored Car Transport à Chicago.
En mai 1937, Brink's ouvre son capital pour la première fois au public, à la Bourse . Avec 17 000 actions, le capital a été doublé à 250 000 $, divisé en 50 000 actions à 5 $ l'action. A la fin de l'année, les actifs avaient pour valeur 2 500 000 $.

### 2eGuerre mondiale et après-guerre (1937-1961)
Pendant la Seconde Guerre mondiale, Brink's a dû faire face à un nouveau challenge : la pénurie de personnels masculins, de nouveaux membres de la société étant requis par les forces armées des Etats-Unis. En 1943, alors que les femmes n'ont toujours pas le droit de travailler à des postes liés à la sécurité, l'entreprise a décidé d'en employer pour des taches de comptage de billet et de traitement de factures. De plus, l'État fédéral décide alors de rationner les pneus et les nouveaux véhicules civils, en raison de la mobilisation fédérale, ce qui rendra difficile le renouvellement de la flotte.
À la fin de la guerre, Frank Allen décide de partir à la retraite en Angleterre et de léguer l'entreprise à son fils John Allen. Il décidera d’accélérer l'expansion de l'entreprise en ouvrant des bureaux à Rockford dans l'Illinois en 1945, à San Francisco en Californie en 1946, puis 8 nouveaux en 1947, et 9 autres bureaux en 1948.
Frank Allen gérera bien la période de l' après-guerre, en investissant dans la réparation de sa flotte. Les véhicules sont devenus obsolètes beaucoup plus rapidement que prévu à cause des pénuries de matériaux pendant les années de la guerre.
En 1949, Brink's signe officiellement son premier contrat avec la Federal Reserve, même si l'entreprise était déjà chargée du transport des billets depuis la crise en 1932. Ainsi, le contrat étend l'accord à près de 100 dépôts de réserves fédérales, liées à près de 1 500 banques.
Le 17 janvier 1950, 11 gangsters réussissent un braquage du centre-fort de Boston (en) et s'enfuient avec 2,7 millions de dollars. C'est le plus grand braquage de l'histoire des États-Unis à cette date. Les braqueurs ont agi en moins de 20 minutes, en portant des chaussettes sur la tête pour camoufler le son des voix, habillés avec des cabans de la Navy et avec des masques de Captain Marvel. Le FBI, avec la police locale, est impliqué dans l'enquête car une part des fonds provient de la Federal Reserve, mais les enquêtes ne vont mener à rien. La police et le FBI vont s'entre-accuser de se cacher des informations.
Le 4 février 1950, les armes sont retrouvées mais cela ne mène à rien. Le 4 mars 1950, un coup de fil anonyme dénonce la localisation des 700 000 $ dans le fauteuil de la sœur de l'un des braqueurs, Joseph "Specs" O'Keefe. Joseph O'Keefe sera interpellé six mois plus tard lors d'un simple contrôle pour excès de vitesse. Sachant qu'il avait 5 pistolets dans sa voiture, lui et son passager, Stanley Giuciora, sont emprisonnés pour détention illégale d'armes.
Pendant six années, l'enquête n'avancera plus et, à la fin d'année 1955, l'assemblée législative du Massachusetts va modifier la loi à cause de ce braquage : la date de prescription sur les braquages à main armée passe de six ans à dix ans. En janvier 1956, les enquêteurs réussissent à faire le lien entre le braquage et les deux suspects. Dès lors, Joseph O'Keefe va avouer sa participation au braquage et va dénoncer ses dix collègues contre une protection policière. Le braquage a été étudié pendant plusieurs années, avec deux ans à analyser le bâtiment à la jumelle du bâtiment d'en face. Les malfaiteurs ont rapidement découvert une faille de sécurité et ont pu entrer dans les locaux du centre-fort plusieurs fois avant le jour du braquage. Seulement 1,5 million de dollars seront retrouvés.
En 1954, la Brink's signe un contrat très lucratif avec la United States Mint, agence fédérale qui produit et met en circulation les pièces de monnaie des États-Unis. Le premier transport, en juin 1954, était une cargaison d'un million de dollar en pièces de Cincinnati à la Federal Reserve Bank de Cleveland. Ces transports sont différents des billets parce qu'ils sont beaucoup plus lourds et les transferts durent beaucoup plus longtemps. Pour ces missions, la Brink's investit dans de nouveaux véhicules lourds et blindés, conçus spécifiquement pour ces tâches.
En 1959, Brink's fête ses 100 ans. À cette date, il n'existe que 57 entreprises centenaires aux États-Unis et Brink's est l'une d'entre elles.

### Expansion à l'étranger (1961-1979)

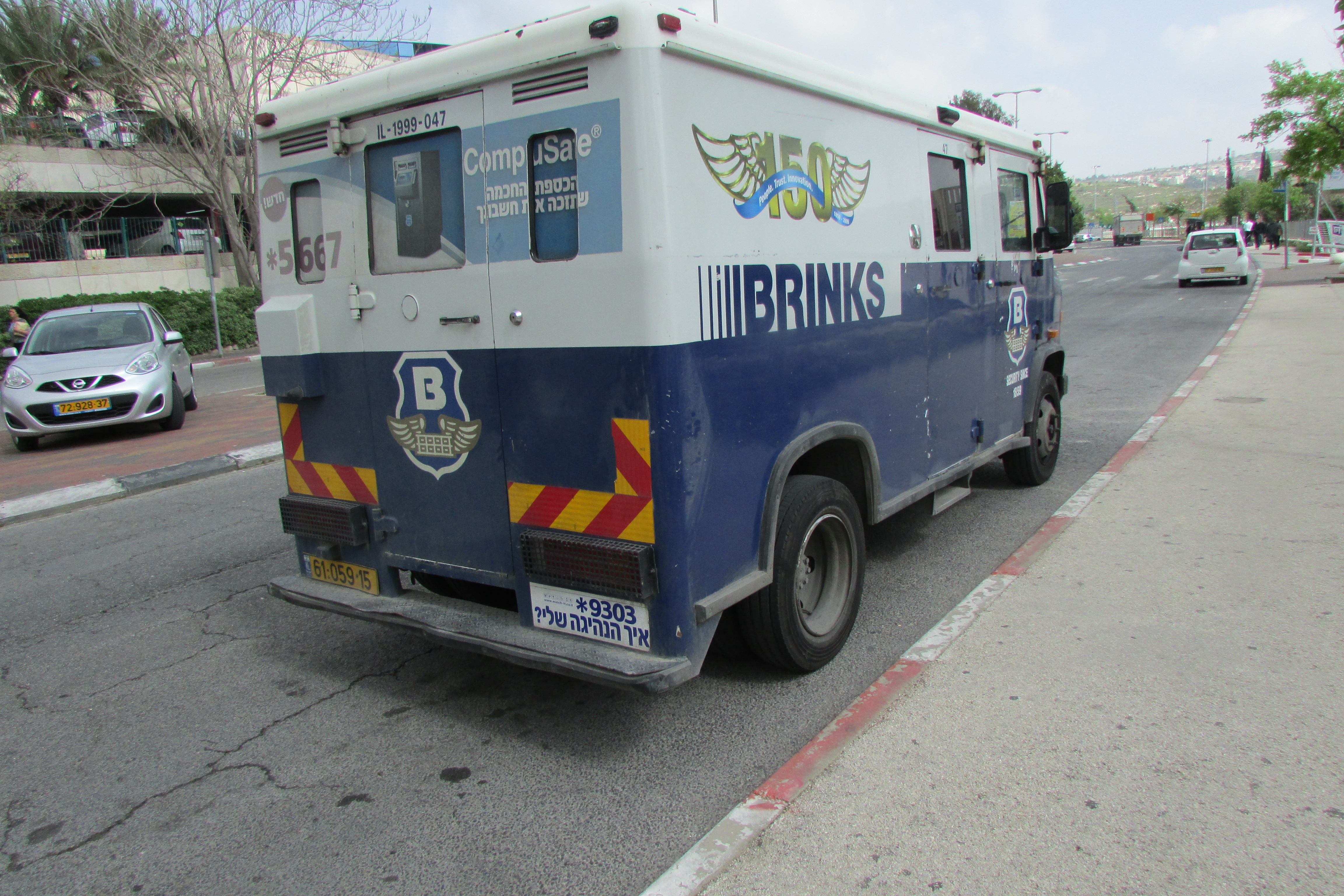
Fourgon de la Brink's à Jérusalem en 2016.

Sous la présidence d'Arthur Genet, Brink's a travaillé pour racheter toutes les grandes compagnies de transport de fonds du monde.
En 1961, la première filiale outre-atlantique est créée à la demande du gouvernement français. Brink's a travaillé en partenariat avec 2 entreprises françaises : Compagnie de navigation mixte, spécialisé dans le transport public, et Fichet-Bauche, spécialisé dans la création de coffre-fort et d'alarme.
En 1965, la Banque d’Israël approche la Brink's pour créer une filiale dans le pays. Brink's acceptera en créant une coentreprise avec les trois banques majeures du pays : Bank Leumi, Bank Hapoalim et Discount Bank. Brink's conserve 70 % de la coentreprise, et 10 % pour chaque banque.
En 1966, la 3e plus grosse filiale étrangère est créée au Brésil : Segurança e Transportes de Valores Ltda. La compagnie va trouver un marché très lucratif dans ce pays  mais aussi l'un des plus dangereux. En Amérique latine, les employés suivent un programme spécifique car les gangs possèdent des armes automatiques, ce qui n'est pas le cas aux États-Unis ou en Europe.
En 1970, Brink's veut entrer dans le marché vénézuélien et rachète l'entreprise Servicio Pan Americano de Proteccion, CA. Malheureusement, cette branche va faire perdre beaucoup d'argent à la société mère : les changements politiques dus aux assassinats de dirigeants et aux mouvements de guérillas  plus ou moins communistes vont faire que la gestion va être difficile. En 1971, les banques vénézuéliennes vont tenter de faire nationaliser Brink's mais vont échouer; puis en 1972, le Venezuela se lie au pacte andin, ce qui oblige toutes les entreprises étrangères à ne pas posséder plus de 20 % d'une entreprise locale. Brink's décidera de ne garder que 15 % jusqu'en 1997, année où il redeviendra l'actionnaire majoritaire.

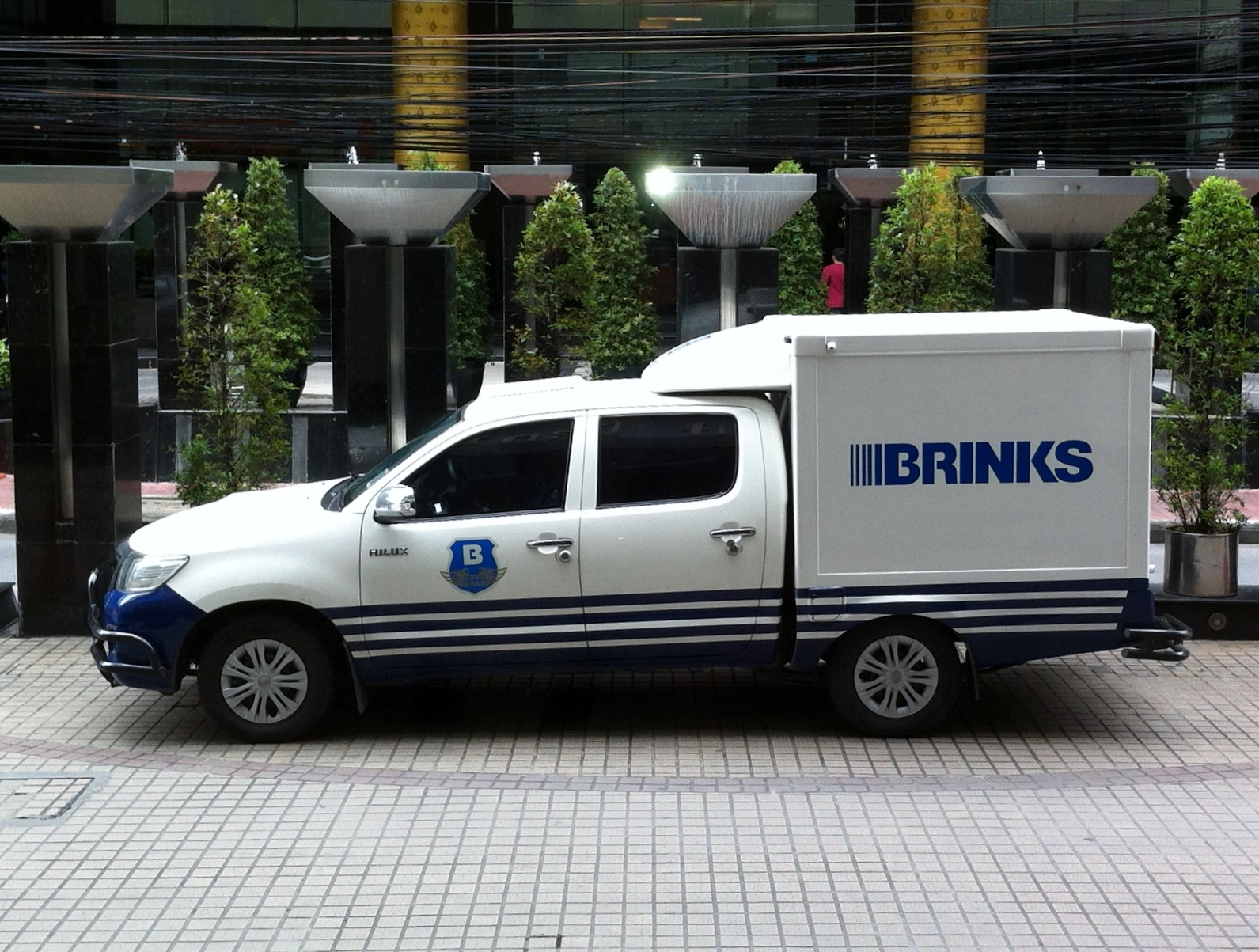
Toyota Hilux de la filiale thaïlandaise de la Brink's en 2013.

En janvier 1972, Brink's arrive en Australie sous le nom Brambles-Brink's, en créant une coentreprise avec Brambles Industries Limited, l'une des 50 plus grosses entreprises australiennes, qui avait alors 97 ans.
En février 1972, la Brink's arrive en Angleterre en créant une coentreprise avec MAT Transport, la plus ancienne société européenne de transports de produits de valeur. C'est sous le nom Brink's-Mat que la société va ensuite arriver en Belgique et aux Pays-Bas.
En 1977, après 118 ans à Chicago, la direction décide de déplacer le siège de l'entreprise à Darien, dans le Connecticut. Ce fut un choix du nouveau président, Hendrik Hartong Junior, qui cherchait à redonner une réputation à Brinks : dès son élection, il a licencié les 5 directeurs impliqué dans une affaire de conflit d'intérêts qui a coûté 6 millions de $ d'amende à Brink's.
En 1979, Brink's-Mat va entrer dans le marché asiatique grâce à Hong Kong, territoire alors britannique depuis 1857. Brink's-Mat va faire face à un nouveau challenge : le nom Brink's est connu depuis des décennies dans le monde occidental alors qu'il est inconnu en Asie. La construction de la réputation de Brink's doit commencer de zéro en Chine .
En juin 1979, la Interstate Commerce Commission approuve la fusion de Brink's par The Pittson Company. Pittson avait commencé à acheter 22 % des parts de l'entreprise en 1956et 90 % trois ans plus tard. La Pittson Company possédait 99 % des parts en 1978, avant d'acheter le dernier pour cent en 1979. Brink's est ainsi absorbé par la Pittson Company mais la filiale United States Distributing de la Pittson, spécialisée dans le transport en camion, est absorbée par Brink's Inc.

### The Pittson Company(1979-2002)
En 1979, la Pittson Company possède désormais trois divisions : 
- La Pittson Coal Group, Inc, dans le secteur d'activité lié au charbon ;
- la Pittston Petroleum pour le secteur d'activité du pétrole ;
- la Brink's, Incorporated, spécialisé dans le transport de fonds, le transport et l'entreposage.

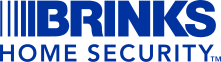
Logo de la filiale Brink's Home Security

Parmi les trois divisions de Pittston, seule celle de Brink réussit à soutenir son expansion dans les années 1980. Après plusieurs années de baisse de rentabilité, Brink's a vendu son secteur d'activité d'entreposage en 1984 et s'est diversifiée dans les services de sécurité domestique, en créant la filiale Brink's Home Security. Ainsi, Brink's Home Security a commencé à mettre au point des systèmes d'alarme, de télésurveillance et de surveillance médicale. Grâce à son expansion progressive dans de nouveaux marchés régionaux, Brink's Home Security est devenu une entreprise prospère et un chef de file aux Etats-Unis dans ce secteur.
En 1982, la Pittson Company va acquérir la Burlington Northern Air Freight pour $177 million et va vendre, en 1983, Pittston Petroleum à Ultramar American Limited pour $100 million, qui a durement subi le choc pétrolier de 1979.
En 1995, Pittson Company va modifier ses filiales pour n'en avoir plus que 2 : la Pittston Brink's Group et la Pittston Burlington Group.
En 1996, la Brink's continuait son expansion à l'international et est présent dans 50 pays. Cette année-là, Brink's Home Security a enregistré une neuvième année consécutive de bénéfices record. Avec plus de 447 000 clients, le secteur de la sécurité résidentielle a généré des bénéfices d’exploitation de 44,9 millions de dollars en 1996, soit 14 % de plus qu’en 1995.

### The Brink's Company(Depuis 2003)

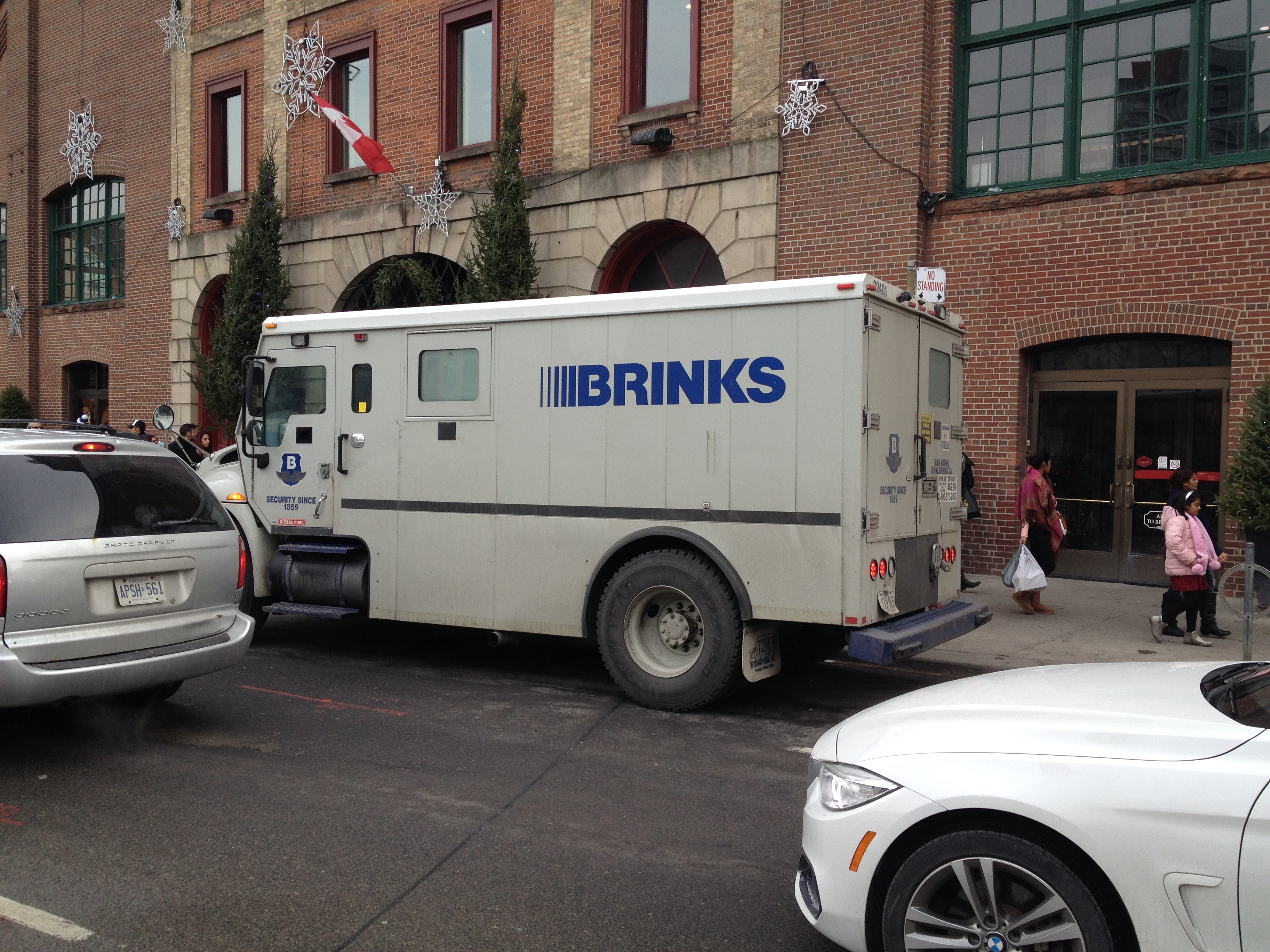
Fourgon de la Brink's à Toronto en 2016.

Le 31 janvier 2006, BAX Global, filiale de Brink's, a été acquise par DB Logistics , division Transport et logistique de Deutsche Bahn, pour un montant de 1,1 milliard de dollars.
En janvier 2012, Brink's a acquis la société française Kheops SAS, un fournisseur de logiciels de logistique et de services connexes, pour un montant d'environ 17 millions de dollars. Cette acquisition a donné à la société un contrôle exclusif des logiciels utilisés principalement dans les opérations de transit et de traitement de fonds en France.

## Actionnaires
Liste des principaux actionnaires au 14 octobre 2021.
| Nom                                    | %      |
| -------------------------------------- | ------ |
| The Vanguard Group                     | 9,09 % |
| Cantillon Capital Management           | 6,20 % |
| Fuller & Thaler Asset Management       | 5,06 % |
| Tiger Management (en)                  | 4,49 % |
| Fidelity Management & Research         | 4,47 % |
| American Century Investment Management | 4,11 % |
| Ariel Investments (en)                 | 3,49 % |
| Deccan Value Investors                 | 3,42 % |
| International Value Advisers           | 3,37 % |
| BlackRock Fund Advisors                | 3,19 % |

## Attaques contre la Brink's
La perspective de butins astronomiques a poussé des organisations de gangsters à s'en prendre à des voitures blindées ou à des dépôts de Brink's. Sans avoir la prétention de fournir une liste exhaustive, les plus connus de ces braquages sont les suivants :

### Braquage du centre-fort de Boston de 1950
Le 17 janvier 1950, 11 hommes sont entrés par effraction et ont volé 1 218 211,29 $ en espèces et 1 557 183,83 $ en chèques, mandats et autres titres. À cette date, il s'agissait du plus grand vol de l'histoire des États-Unis. Ce braquage était un vol à main armée de l'immeuble Brinks, au coin de la rue Prince et de la rue Commercial, à l'extrémité nord de Boston, dans le Massachusetts.
Les 11 gangsters ont ensuite été arrêtés et tous ont été libérés en 1971, à l'exception de Joseph "Big Joe" McGinnis qui est décédé en prison. Malgré les efforts du FBI et des polices locales, seuls 1,58 million de dollars sur les 2,7 millions de dollars initialement volés ont été récupérés.
Plusieurs films s'inspireront de ce casse, tel que Têtes vides cherchent coffres pleins, La police était au rendez-vous, ou encore Brink's: The Great Robbery (en).

### Braquage de la Brink's de 1981
L'attaque d'un fourgon blindé le 20 octobre 1981 par des membres de la May 19th Communist Organization (dans laquelle se trouvent d'ex-membres ou proches du Weather Underground) et de la Black Liberation Army (notamment composée d'anciens des Black Panthers), s'est conclue par un échec.

### Braquage de la Brink's-Mat de 1983
Le 26 novembre 1983, un braquage a lieu dans un entrepôt près de l'aéroport de Londres-Heathrow, qui était exploité par Brink's-Mat, l'ancienne coentreprise de Brink's et MAT Transport, spécialisée dans le transport de marchandises de valeur. Les 6 braqueurs repartiront avec 3 tonnes de lingots d’or (d’une valeur de 26 millions de £). La majeure partie de l'or n'a jamais été récupérée même si plusieurs braqueurs ont été arrêtés. Une « malédiction » suit cette affaire où cinq des suspects sont tués par balle. Johnson Matthey Bankers, la banque qui possédait ces lingots, fera faillite dans l'année.
Ce braquage inspirera différents films, documentaires et téléfilms : Fool's Gold: The Story of the Brink's-Mat Robbery en 1992 avec Sean Bean; un documentaire sur Crime Network; ou encore le téléfilm The Hatton Garden Heist sorti le 1er avril 2017 sur BBC Radio 4
Selon les Panama Papers, une personne nommée Gordon Parry a blanchi de grandes quantités d’argent après la vente de l’or, après la création d’une société offshore à Jersey, nommé Center Services. Il a demandé à Mossack Fonseca de créer une société panaméenne 12 mois après le raid d'Heathrow. Sous la direction de Parry, des millions de livres ont été mis sur le marché par l’intermédiaire de banques de Suisse, du Liechtenstein, de Jersey et de l’île de Man.

### Autres braquages

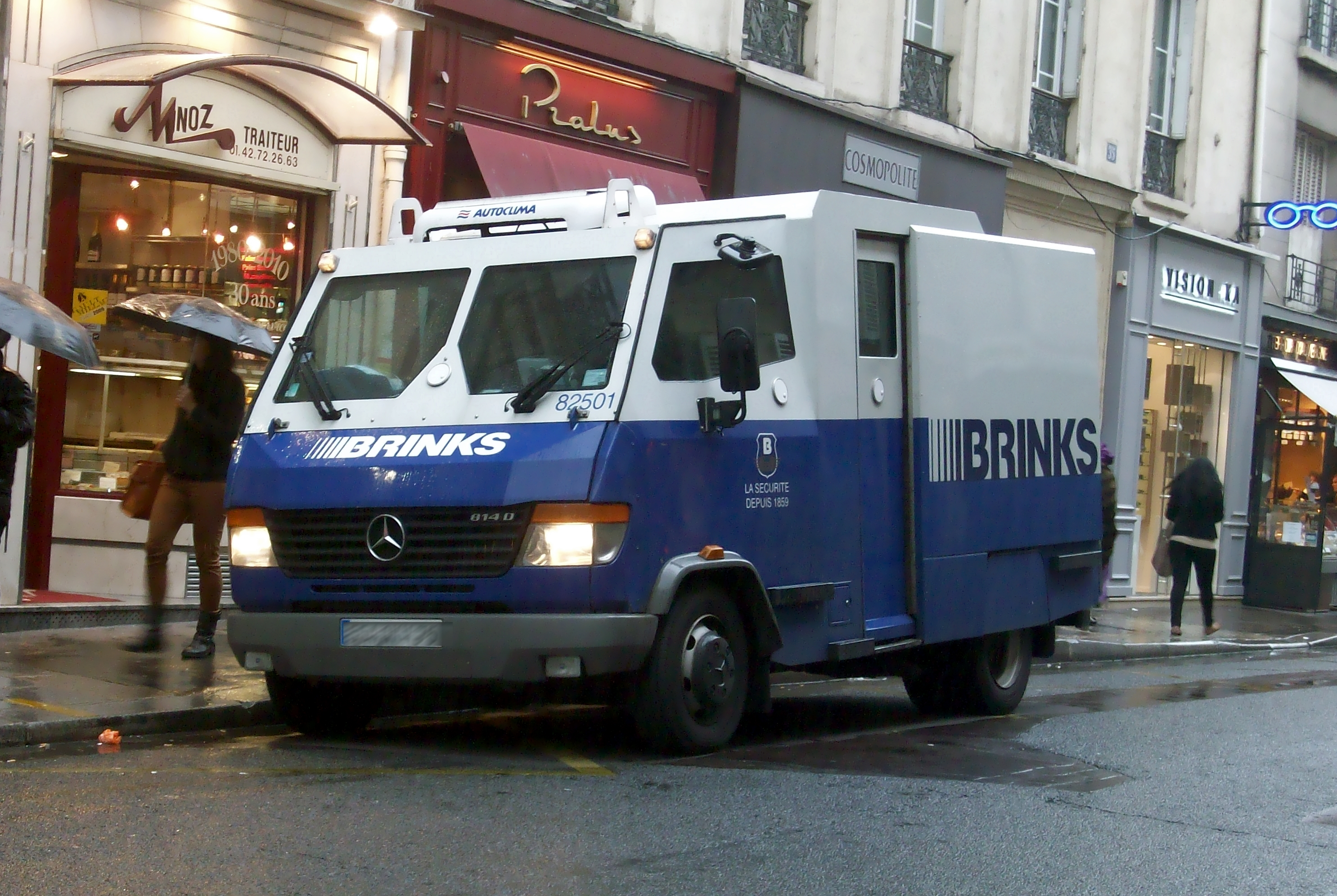
Fourgon de la Brink's à Paris en 2013.

- l'attaque d'un dépôt de la Brinks à Toulouse le 27 avril 1988. Une dizaine de braqueurs s'en vont, sans explosifs ni coups de feu, avec 11,7 millions de francs en espèces. Gilles Bertin, chanteur et bassiste de Camera Silens, fera 28 ans de cavale avant de se rendre à la justice en novembre 2016[15].
- l'attaque d'un dépôt de fourgons blindés à Rochester (État de New York) en 1993, le cinquième cambriolage des États-Unis par le montant dérobé - soit 7,4 millions de dollars U.S.- qui a été attribué à quatre suspects (dont un prêtre catholique et un policier) liés à l'I.R.A.[16]
- l'attaque d'un dépôt de fourgons blindés à Kehlen (Luxembourg) le 17 avril 2000, avec un butin estimé entre 15 et 17 millions d'euros, par une bande composée notamment d'Abdellatif Bekhti et d'Abdelkader Belliraj ; seul le premier fut arrêté, et condamné à 20 ans de prison à Luxembourg en janvier 2003, mais ses complices le firent évader deux mois plus tard ; les deux sont arrêtés au Maroc en janvier et en février 2008, cette fois pour suspicion (le procès a été fixé, après deux reports, au 26 décembre 2008) de trafic d'armes, de blanchiment, de préparatifs d'attentats, le tout dans le cadre d'une organisation islamiste clandestine[17],[18]

## Convoyeurs morts dans l'exercice de leur fonction

### En France
- Le 4 juin 2012, Patrice Le Perroux, convoyeur de la société TAS, est tué lors de l'attaque d'un fourgon à Aubervilliers, butin 195 000 €[19].
- Le 20 septembre 2011, convoyeur de la société Temis, est tué lors de l'attaque à l'explosif d'un local de stockage à Orly, butin 5 000 000 €[20].
- Le 29 novembre 2007, Clément Acina, 42 ans, convoyeur de la société Brink's, est abattu dans le 20e arrondissement de Paris, butin nul[21].
- Le 15 janvier 2007, un convoyeur de la société Securitas est abattu lors de l'attaque à la roquette d'un fourgon à Metz, butin 20 000 €[22].
- Le 10 octobre 2002, Lionel Marsalle, 32 ans, convoyeur de la société Brink's, est tué lors de l'attaque à la roquette d'un fourgon à Irigny, butin inconnu[23].
- Le 3 août 2001, Eric Sage, 28 ans, convoyeur de la société Valiance, est tué lors de l'attaque d'un fourgon à Vénissieux. L'un des braqueurs est tué, butin nul[24].
- Le 3 janvier 2001, Jean-Luc Hulot, 40 ans, convoyeur de la société Brink's, est tué alors qu'il approvisionnait un distributeur de billets à Villejuif, butin 69 000 €[25].
- Le 28 octobre 2000, un convoyeur de 35 ans de la société Ardial, est abattu au volant d'un fourgon lors de l'attaque de celui-ci à Stains, butin 600 €[26].
- Le 16 juin 2000, Jacques Bosetti, convoyeur 51 ans, est abattu alors qu'il déposait des fonds dans une succursale BNP à Puget-sur-Argens, butin inconnu[27].
- Le 5 mai 2000, un fourgon de la société Ardial est attaqué à l'explosif à Nanterre : grièvement blessé, l'un des convoyeurs sucombe à ses blessures le 16 mai, butin 1 830 000 €[28].
- Le 27 avril 2000, Manuel Ruiz, 42 ans, convoyeur de la société Transval, est tué lors de l'attaque de son fourgon à Grenoble, butin 1 680 000 €[29].
- Le 25 janvier 1999, Jean-Luc Lutard, 29 ans, convoyeur de la société Brink's, est tué lors de l'attaque d'un fourgon à Bordeaux, butin 73 000 €[30].
- Le 22 décembre 1998, Jean-Pierre Gorvel, convoyeur de la société Brink's , est abattu à Ris-Orangis, devant un magasin Intermarché dont il assurait l'approvisionnement en fonds, butin inconnu[31].
- Le 23 mai 1998, Louis Voerman, convoyeur de la société Brink's, est abattu à Beauvais lors de l'attaque de son fourgon par un commando de cinq hommes armés, butin inconnu[32].
- Le 13 mars 1990, Alain Meisson, 41 ans, convoyeur de la société Sécuripost, est tué lors du plastiquage de son fourgon à Marseille  et un second convoyeur Philippe Munoz, 28 ans, est grièvement blessé puis achevé de sang froid par les malfaiteurs, butin 4 900 000 F[33]
- Le 28 janvier 1989, deux convoyeurs sont tués sur un parking de supermarché alors qu'ils collectaient des fonds à Firminy, butin 630 000 F[34]
- Le 31 mai 1985, trois convoyeurs de fonds sont tués lorsque leur fourgon est pulvérisé par une roquette type "Bazooka" à Marseille, butin nul[34].
- Le 30 mai 1985, René Causson, 41 ans, chef de bord de la société SPS, est tué lors de l'attaque d'un fourgon dans le 18e arrondissement de Paris et deux policiers parisiens sont également tués en poursuivant les malfaiteurs, butin 40 000 000 F[34]

### Dans les pays francophones
| Liste non exhaustive des employés Brink's tués en service, | Liste non exhaustive des employés Brink's tués en service, | Liste non exhaustive des employés Brink's tués en service, |
| Année                                                      | Nom                                                        | Pays                                                       |
| ---------------------------------------------------------- | ---------------------------------------------------------- | ---------------------------------------------------------- |
| 1969                                                       | Real Champagne                                             | Canada                                                     |
| 1973                                                       | Claude Vienneau                                            | Canada                                                     |
| 1974                                                       | Adolph Potvin                                              | Canada                                                     |
| 1979                                                       | Raymond Dubois                                             | France                                                     |
| 1979                                                       | Maurice Prudhomme                                          | Canada                                                     |
| 1980                                                       | Larry Roberts                                              | Canada                                                     |
| 1980                                                       | Raymond Vince                                              | Canada                                                     |
| 1983                                                       | Yvon Charland                                              | Canada                                                     |
| 1984                                                       | Robert Persowich                                           | Canada                                                     |
| 1985                                                       | Alain Dessy                                                | France                                                     |
| 1985                                                       | Marcel Limoges                                             | France                                                     |
| 1985                                                       | Alain Merle                                                | France                                                     |
| 1985                                                       | Gilbert Secki                                              | France                                                     |
| 1986                                                       | Jean-Pierre Variera                                        | France                                                     |
| 1991                                                       | Rick Bridgman                                              | Canada                                                     |
| 1995                                                       | Didier Mazingue                                            | France                                                     |
| 1997                                                       | Ivan Lecomte                                               | Luxembourg                                                 |
| 1997                                                       | Louis Vermeire                                             | Belgique                                                   |
| 1998                                                       | Jean-Jacques Amadei                                        | France                                                     |
| 1998                                                       | Benny De Meester                                           | Belgique                                                   |
| 1998                                                       | Koenraad Meirens                                           | Belgique                                                   |
| 2000                                                       | Michel Guiot                                               | Luxembourg                                                 |
| 2002                                                       | Darren James Daine                                         | Canada                                                     |

### A l'étranger
Depuis la mort de ses 2 premiers convoyeurs Barton C. Allen et Louis C. Osenbergen le 28 août 1917 à Chicago, il y a eu 190 personnes tuées dans le monde entre 1917 et 2009, une grande majorité d'entre eux venant des États-Unis, de Colombie, du Brésil et du Venezuela.